# Єгуда Крескес
Єгудá Крескес (кат. Jehudà Cresques [ʒəuˈða ˈkɾeskəs], 1350—1410), також відомий як Яфудá Крескес (кат. Jafudà Cresques) — майорканський картограф кінця XIV - початку XV століття. Після примусового навернення в християнство в 1391 році використовував ім'я Жауме Рибес (кат. Jaume Ribes) або латиною Якоб Рибус (лат. Jacobus Ribus). Був важливим представником Майорканської картографічної школи. Разом зі своїм батьком Авраамом Крескесом створив у 1375 році знаменитий Каталанський атлас.

## Біографія
Син Авраама Крескеса, відомого єврейського картографа. Єгуда народився в єврейській родині на острові Майорка, каталономовній частині Арагонської Корони на території сучасної Іспанії. В XIII-XV сторіччях на Майорці процвітала Майорканська картографічна школа, одназ двох найвідоміших європейських картографічних шкіл, відома своїми якісними і багато оформленими морськими картами-портоланами. Значна частина представників цієї школи були за національністю євреями, що мешкали на Майорці ще з арабських часів. Єгуда, вочевидь, починав працювати картографом в майстерні свого знаменитого батька.

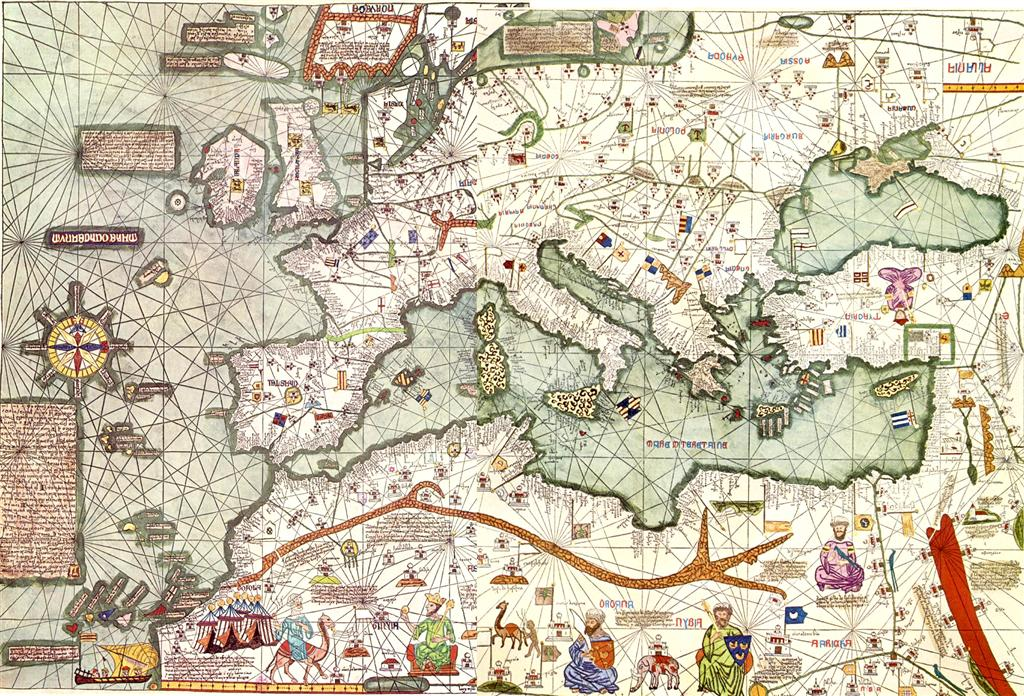
Каталанський атлас 1375 року

У 1375 році Авраам Крескес і його син Єгуда отримали розпорядження від арагонського принца Хуана (майбутнього короля Арагону Хуана I) виготовити карту, яка не була б схожа на звичайні портолани тих часів, а зображувала «схід і захід і все, що йде від Гібралтару далі на захід». За виконану роботу Крескесу і Єгуді повинні були заплатити 150 арагонських золотих флоринів і 60 майорканських фунтів, відповідно, як було зазначено в документах самого принца і його батька, Педро IV, короля Арагонського датованих XIV століттям. Принц Хуан мав намір подарувати карту своєму кузену (який пізніше став Карлом VI, королем Франції). В цьому ж 1375 році Крескес та Єгуда у себе вдома, в єврейському кварталі Пальми зобразили на чотирьох аркушах пергаменту карту світу і ще на двох супровідні описи, які разом утворили Каталанський атлас.
Роботи Крескеса високо цінувались сучасниками — у 1390 році Хуан I Арагонський заплатив 60 ліврів і 8 су за одну з його карт. Після сумнозвісної різанини євреїв на Піренейському півострові в 1391 році, Єгуда був насильно навернений у християнство, ставши так званим «конверсо» (вихристом) і взяв собі ім'я Жауме Рибес (кат. Jaume Ribes) або латиною Якоб Рибус (лат. Jacobus Ribus). Схоже, він жив і працював на Майорці протягом значного часу і став відомим серед місцевих мешканців як «lo jueu buscoler» (єврей-картограф) або «el jueu de les bruixoles» (єврей-майстер компасів).

Довгий час вважалося, що Єгуда Крескес є тією ж самою людиною, що й «Местер Джакоме», картограф з Майорки, якого португальський принц Енріке Мореплавець запросив переїхати до Португалії в 1420-х роках, щоб навчати португальських картографів. Самуель Пурчас описав «Джакома з Майорки» як главу легендарної обсерваторії та «школи» принца Енріке в Сагреші, хоча саме існування цієї школи сьогодні ставиться під сумнів. Ототожнення «Местера Джакоме» з Єгудою Крескесом відбулось переважно завдяки працям каталонського історика Гонсало де Репараса (1930 р.). Однак новітні дослідження стверджують, що Єгуда Крескес помер в 1410 році і, відповідно, «Местре Джакоме» мав бути якоюсь іншою особою, наразі точно не ідентифікованою. Така версія має право на життя, оскільки в ті часи на Майорці було багато кваліфікованих єврейських картографів.

## Див.також
- Майорканська картографічна школа
- Авраам Крескес
- Каталанський атлас